# Аугустинуссен, Джидли
Джи́дли По́альссон Аугу́стинуссен (фар. Gilli Pálsson Augustinussen; род. 20 ноября 2003 года в Твёройри, Фарерские острова) — фарерский футболист, полузащитник клуба «ТБ».

## Карьера
Джидли является воспитанником клуба «ТБ» из Твёройри. Свой первый матч за взрослую команду клуба он провёл 22 августа 2021 года, выйдя на замену вместо Тони Такамяки на 74-й минуте встречи фарерской премьер-лиги с клаксвуйкским «КИ». При новом главном тренере Хелен Нквоча Джидли стал получать больше игрового времени. 21 октября он впервые в карьере провёл полную игру, это была встреча с «ЭБ/Стреймур». Полузащитник также целиком отыграл следующий матч чемпионата против тофтирского «Б68». Всего в своём дебютном сезоне Джидли принял участие в 5 играх высшего фарерского дивизиона.

## Статистика выступлений
| Выступление      | Выступление      | Выступление      | Лига | Лига | Кубки | Кубки | Еврокубки | Еврокубки | Прочие | Прочие | Итого | Итого |
| Клуб             | Лига             | Сезон            | Игры | Голы | Игры  | Голы  | Игры      | Голы      | Игры   | Голы   | Игры  | Голы  |
| ---------------- | ---------------- | ---------------- | ---- | ---- | ----- | ----- | --------- | --------- | ------ | ------ | ----- | ----- |
| ТБ Твёройри      | Премьер-лига     | 2021             | 5    | 0    | 0     | 0     | 0         | 0         | 0      | 0      | 5     | 0     |
| ТБ Твёройри      | Итого            | Итого            | 5    | 0    | 0     | 0     | 0         | 0         | 0      | 0      | 5     | 0     |
| Всего за карьеру | Всего за карьеру | Всего за карьеру | 5    | 0    | 0     | 0     | 0         | 0         | 0      | 0      | 5     | 0     |